# Üçoğlan
Üçoğlan (ryska: Учоглан, Utjoglan) är en ort i Azerbajdzjan.   Den ligger i distriktet Ağdam, i den centrala delen av landet, 240 km väster om huvudstaden Baku. Antalet invånare är 2 555.